# バトゥール湖
バトゥール湖 (バトゥールこ、Danau Batur) は、バリ島北東部のキンタマーニ高原にある湖。大型のカルデラを持つバトゥール火山の火口原の南東部にあり、半月形をしている。
南岸にバトゥール湖観光の中心地クディサン、西岸に温泉で知られるトヤブンカ、北橋にソンガン、東岸に鳥葬で知られるトルニャンといった村がある。

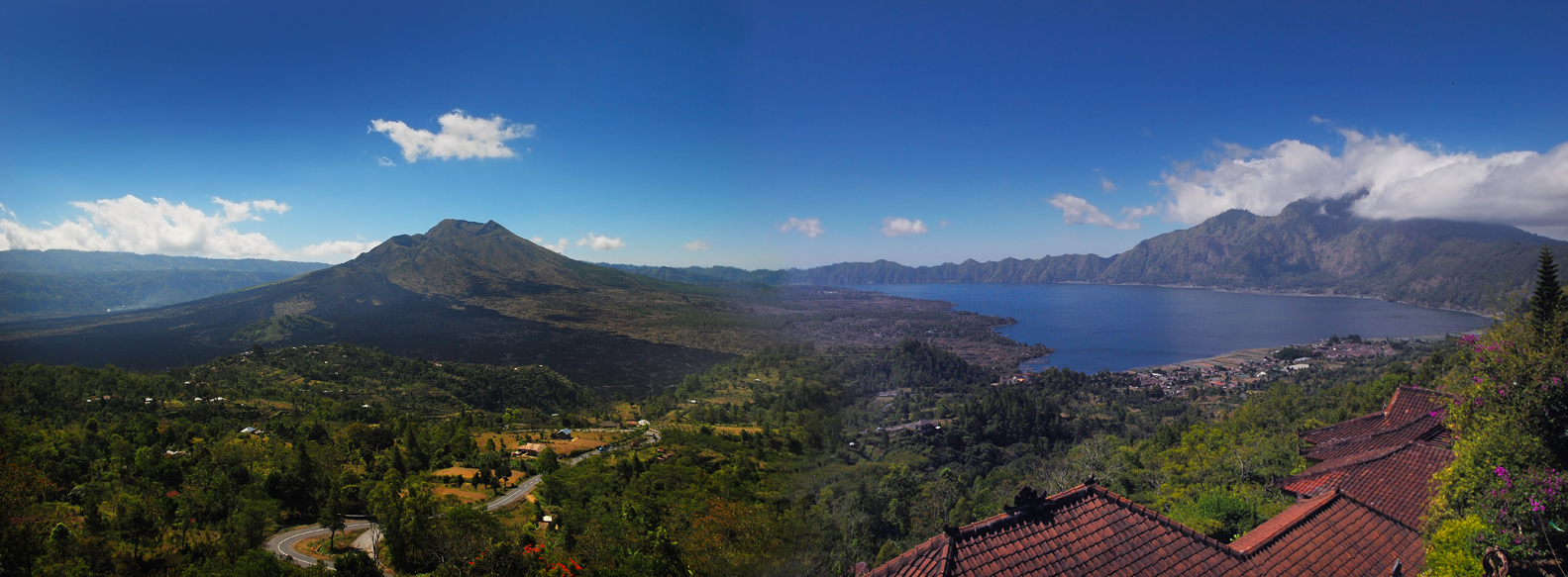
南部から見たバトゥール火山のカルデラとバトゥール湖
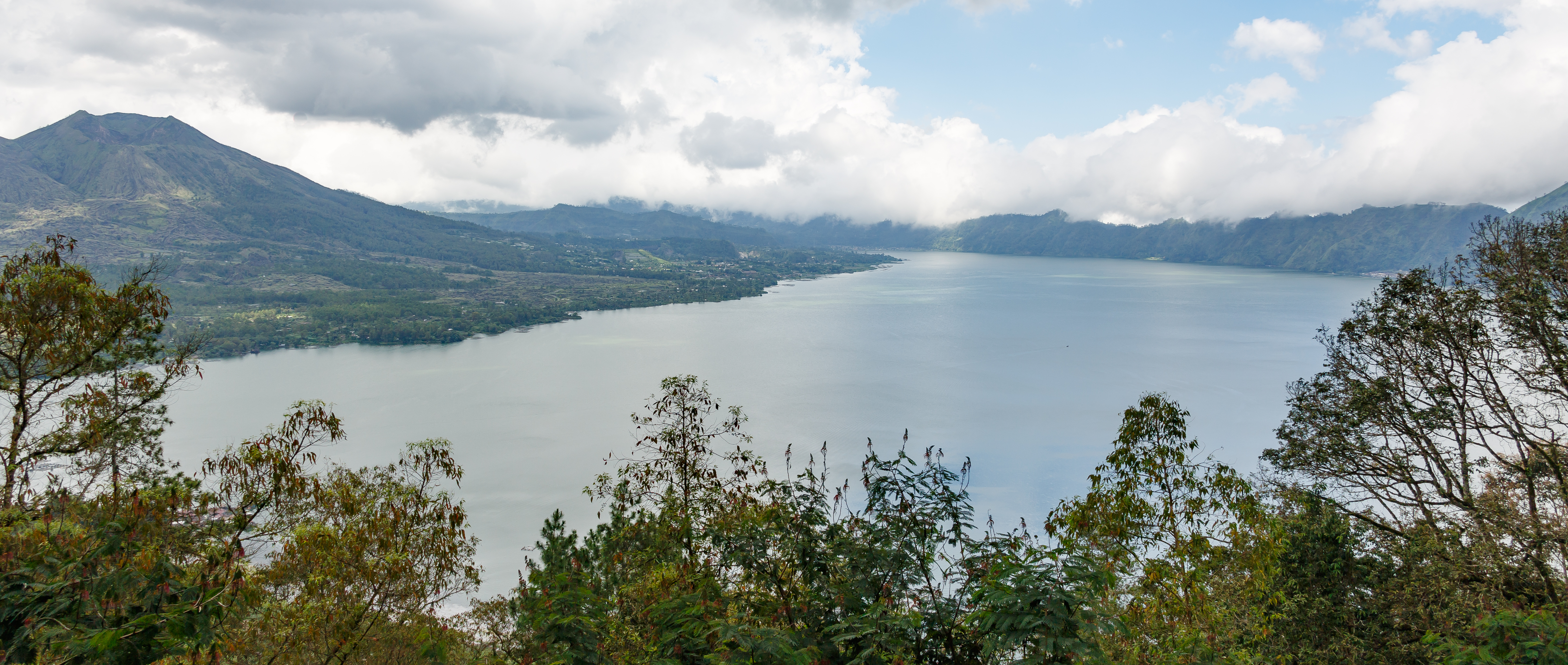
南端部から